# 沃伦·兰姆

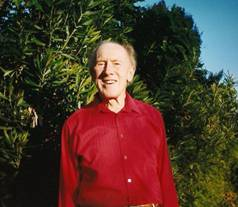
沃伦·兰姆

沃伦·兰姆（英語：Warren Lamb，1923年4月28日—2014年1月21日），是一名英国管理学家、教师和讲师。他创建拉邦动作分析、运动模式分析。
2014年1月21日，去世于美国加州克莱蒙特，享年90岁。